# Military Professional Resources
Military Professional Resources Inc. (MPRI) è un'azienda privata statunitense fondata nel 1988 da otto ex militari dell'esercito degli Stati Uniti d'America.
La sua sede principale è nella città di Alexandria, in Virginia, ed offre servizi di addestramento di forze militari e di polizia e di sviluppo di capacità di leadership sia nel settore privato che in quello pubblico.

## Storia
Il Pentagono ha affittato l'MPRI per aiutare l'esercito croato nel 1994, durante la guerra in Bosnia ed Erzegovina, avendo un importante ruolo nell'Operazione Tempesta. Nel 2000 è stata acquistata 35,7 milioni di dollari dalla L-3 Communications di cui è diventata sussidiaria.
Dal 2005 opera anche in  Colombia, fornendo assistenza tecnica e consiglieri militari alle forze regolari dell'esercito colombiano contro i narcos nella cosiddetta guerra della coca, arrivando con   gruppi d'insegnamento avanzati fino al Sud del paese ai confini con l'Ecuador.
Nel 2008 l'azienda partecipò, secondo il Financial Times, alla preparazione delle Forze Speciali della Georgia un mese prima del conflitto militare nella Ossezia del Sud.

## Aspetti controversi
La MPRI è stata accusata di partecipare ai cosiddetti "lavori sporchi" vietati ai militari degli Stati Uniti, quale l'addestramento difensivo dell'UCK in Macedonia, durante il conflitto iugoslavo e contemporaneamente è stata selezionata  ufficialmente dal Pentagono per addestrare alla difesa l'Esercito Macedone opponente.

## Organigramma
- Presidente, il Generale (Ret.) Carl E. Vuono, ex capo di stato maggiore che diresse la guerra del Golfo e l'invasione statunitense di Panama
- Vice Presidente esecutivo, il Generale (Ret.) Ronald H. Griffith, già vicecapo di stato maggiore e supervisore in Macedonia
- Ufficiale capo finanziario, il colonnello (Ret.) Stephen E. Inman
- Vice Presidente Senior e Manager Generale dell'Alexandria Group, Dan Doherty
- Vice Presidente Senior e Manager Generale del Training Technology Group, Bob Smith
- Vice Presidente Senior e Manager Generale  del International Group, William F. Kernan
- Vice Presidente Senior e Manager Generale del National Group, Randy Anderson
- Vice Presidente Senior e Manager Generale del Simulations Group, Stu Wallace
- Vice President Senior e Manager Generale della Joint Ventures,  John Sylvester
  - Civilian Police International
  - Forfeiture Support Associates
- Vice Presidente Senior e Manager Generale della divisione internazionale, il generale Crosbie E. Saint, ex comandante delle forze Usa in Europa,
- Portavoce il generale Harry E. Soyster, già direttore della Defense Intelligence Agency (DIA), 
  - socio d'affari con Ernst Werner Glat